# Мангольд, Карл Людвиг Аманд
Карл Людвиг Аманд Мангольд (1813—1889) — немецкий дирижёр и композитор.

## Биография
Родился 8 октября 1813 года в Дармштадте; был последним, 14-м ребёнком в семье.
Музыкальное образование получил у отца Георга Мангольда (1767—1835) и брата Вильгельма (1796—1875) — скрипача и композитора. Его сестра, певица Шарлотта Мангольд, брала уроки у Вебера и Мейербера, училась также в Вене; позже делилась полученными знаниями с братьями. Также в числе их учителей были аббат Фоглер и Иоганн Ринк.
В 1831 году Мангольд был скрипачом при дармштадтской придворной капелле. В 1835 году, после смерти отца, впервые выступил в качестве певца, в Дармштадте в концерте Вимеркати. С тех пор он часто выступал в качестве солиста на концертах, как скрипач и как певец, исполняя также и собственные сочинения.
В 1836—1839 годах учился в Парижской консерватории у Луиджи Керубини; композицию изучал у Бертона, вокал — у Марко Бордони. По возвращении из Парижа он снова поступил в дармштадтскую капеллу, в 1848 году стал придворным капельмейстером. С 1839 года до своей смерти был также дирижёром музыкального общества Дармштадта, а в период 1869—1873 годы управлял Моцартовским обществом.
В октябре 1844 года женился на дочери Генриха Карла Яупа и имел с ней шестерых детей.
Умер 4 августа 1889 года в Оберстдорфе. Похоронен был на старом Дармштадтском кладбище .

## Произведения
- Fiesco; опера (1840)
- Das Köhlermädchen oder Das Tournier zu Linz (H. Wilke), романтическая опера в 3 действиях (1843)
- Либретто к опере «Тангейзер» (Tanhäuser) — музыка Дуллера (1843—1845; 1846)
- Спящая красавица (музыка Дуллера), балет (1848)
- Фишер (по Гёте), зингшпиль (1848)
- Rübezahl (музыка Дуллера), опера (1848)
- Гудрун, опера в 4-х действиях, соч. 36 (1850, 1851)[1]
- Der Cantor von Fichtenhagen, комическая опера в 2-х действиях
- Abraham; оратория (1859)[2]
- Wittekind, оратория
- Израиль в пустыне, оратория
- Элизиум, симфоническая кантата

Мангольд был известен в Германии также благодаря своим квартетам для мужских голосов («Waldlied», «Mein Lebenslauf» и др.); им написаны смешанные хоры, романсы, крупные вокальные произведения («Hermannsschlacht», «Die Weisheit des Mirza Schaffy» — «Песни мирзы Шафи»), концертные драмы («Prithjof», «Hermanns Tod» и «Barbarossas Erwachen»), драматическая сцена «Des Mädchens Klage», а также две симфонии (Es-dur, F-moll).